# Казарян, Юрий Оганесович
Юрий Оганесович Казарян (арм. Յուրի Հովհաննեսի Ղազարյան; род. 9 февраля 1953, Степанакерт, НКАО, Азербайджанская ССР) — политический и государственный деятель непризнанной НКР.

## Биография
- В 1985 году с отличием окончил строительный техникум г. Каджарана.
- 1990 — математический факультет Степанакертского педагогического института.
- 1973—1975 — служил в рядах советской армии.
- 1976—1992 — работал в различных строительных организациях Нагорного Карабаха, занимая ответственные должности.
- 1992 — был назначен заместителем полномочного представителя Государственного комитета обороны (ГКО) в Аскеранском районе непризнанной НКР.
- 1993—1994 — занимал должность руководителя Шушинской районной администрации.
- 1994—1995 — служил в должности заместителя командующего армией обороны НКР по линии строительства.
- 1995—1996 — занимал должность заместителя премьер-министра НКР.
- 1996—1999 — был мэром Степанакерта.
- 1999—2002 — снова перешёл на службу в армию обороны НКР в качестве заместителя командующего по линии строительства. Имеет воинское звание полковника.
- 2002—2004 — был назначен на пост вице-премьера НКР, министра развития производственных инфраструктур и градостроительства.